# Ga Sam Yot MRT
Ga Sam Yot (tiếng Thái: สถานีสามยอด, phát âm [sā.tʰǎː.nīː sǎːm jɔ̂ːt]) là một ga Bangkok MRT trên Tuyến Xanh Dương. Nhà ga nằm tại Samran Rat và Wang Burapha Phirom của Phra Nakhon, Bangkok. Nó là một trong bốn nhà ga đẹp nhất trong tuyến MRT; những ga còn lại là Ga Itsaraphap, Sanam Chai, và Wat Mangkon. Nó nằm dưới lòng đất giữa Nút giao Sam Yot cửa Đường Charoen Krung và đường Maha Chai, đến Nút giao Unakan giữa đoạn Charoen Krung và Burapha với đường Unakan.

## Bố trí ga
| G Tầng trệt              | Đường đi                        | Trạm xe buýt, lối thoát 1-3                                         |
| B2 Ke ga                 | Ke ga, cửa sẽ mở phía bên trái. | Ke ga, cửa sẽ mở phía bên trái.                                     |
| B2 Ke ga                 | Ke ga 2                         | Tuyến Xanh Dương hướng đi Tha Phra thông qua Bang Sue (Wat Mangkon) |
| B3 Ke ga (dưới lòng đất) | Ke ga 3                         | Tuyến Tím hướng đi Khlong Bang Phai (Tượng đài Dân chủ)             |
| B3 Ke ga (dưới lòng đất) | Ke ga, cửa sẽ mở phía bên phải  |                                                                     |
| B3 Ke ga (dưới lòng đất) | Ke ga 4                         | Tuyến Tím hướng đi Khru Nai (cầu Tưởng niệm)                        |
| B4 Ke ga                 | Ke ga, cửa sẽ mở phía bên phải  | Ke ga, cửa sẽ mở phía bên phải                                      |
| B4 Ke ga                 | Ke ga 1                         | Tuyến Xanh Dương hướng đi Lak Song (Sanam Chai)                     |

## Tương lai
Nhà ga sẽ kết nối với MRT Tuyến Tím khi mở rộng phía Nam từ Tao Poon đến Rat Burana hoàn thành. Khu vực chuyển đổi đã được xây dựng trên Tuyến Tím mở rộng. Dự án đang được xây dụng.

Bảng hiệu ga Sam Yot

## Hình ảnh

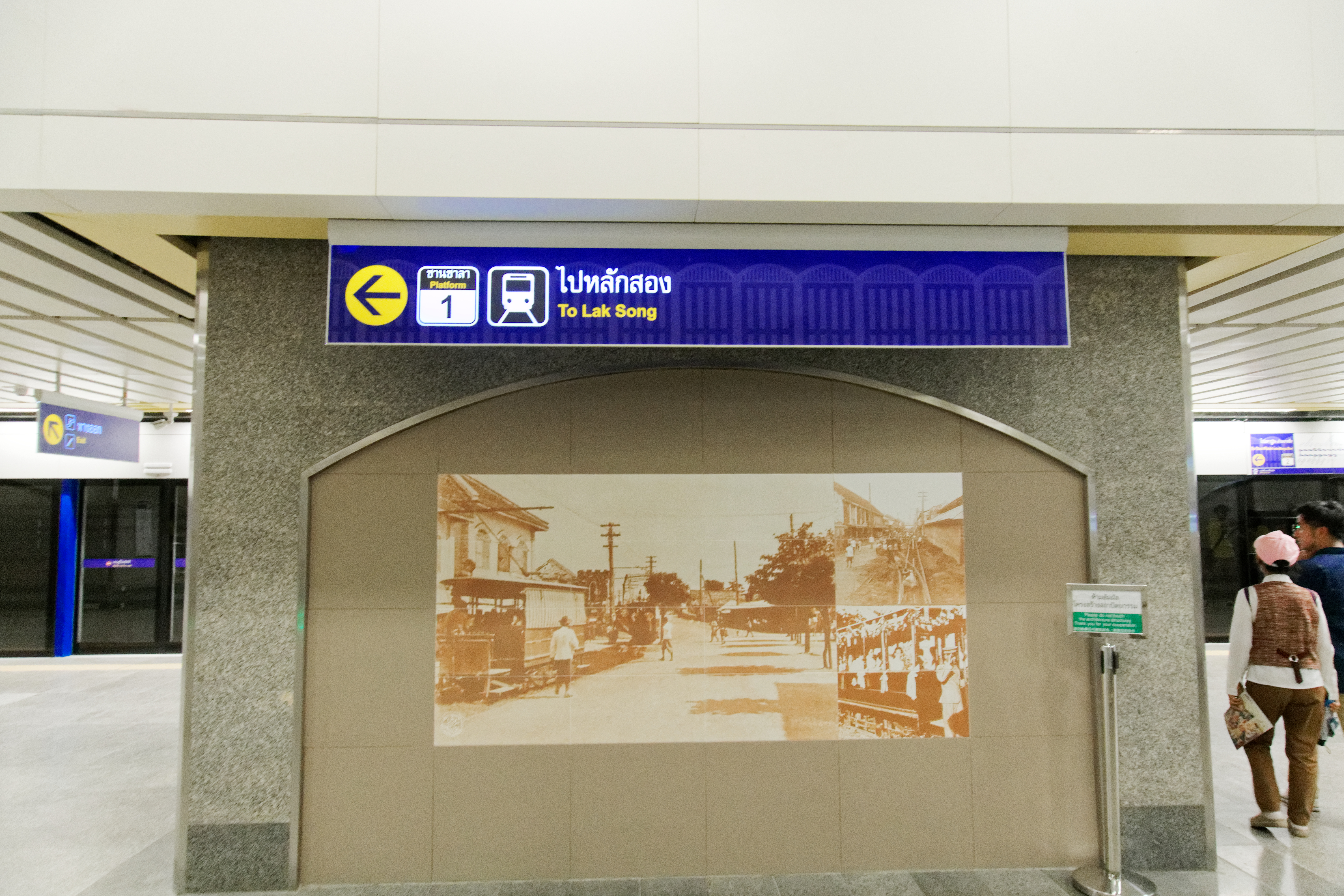
Hình ảnh cũ của tram từng hoạt động tại khu vực này
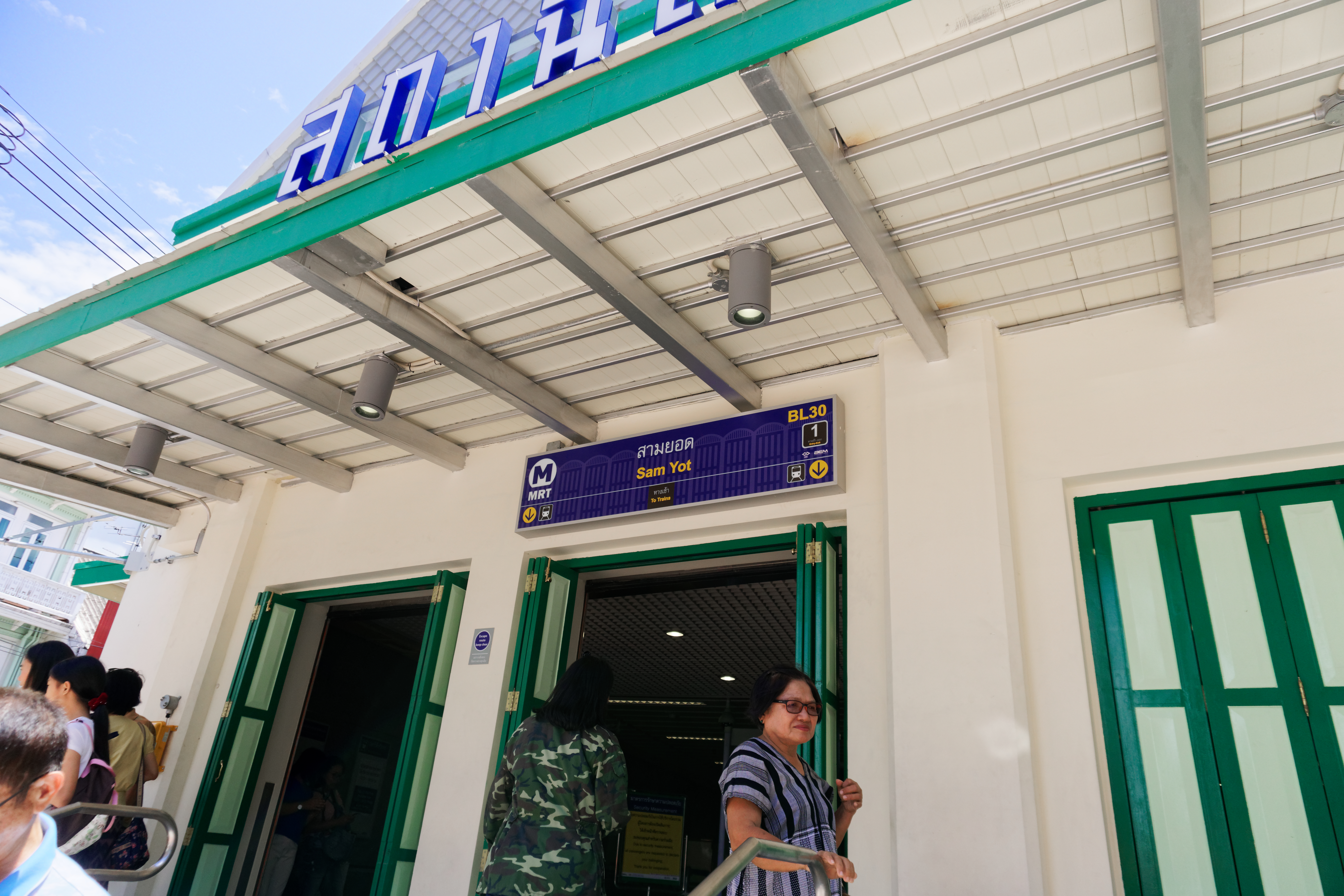
Lối thoát 1
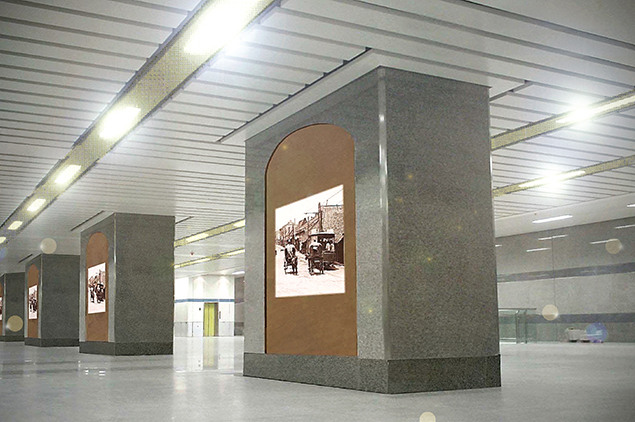
Cột trang trí bức ảnh cũ phản ánh sự phồn thịnh của khu vực Wang Burapha trong quá khứ
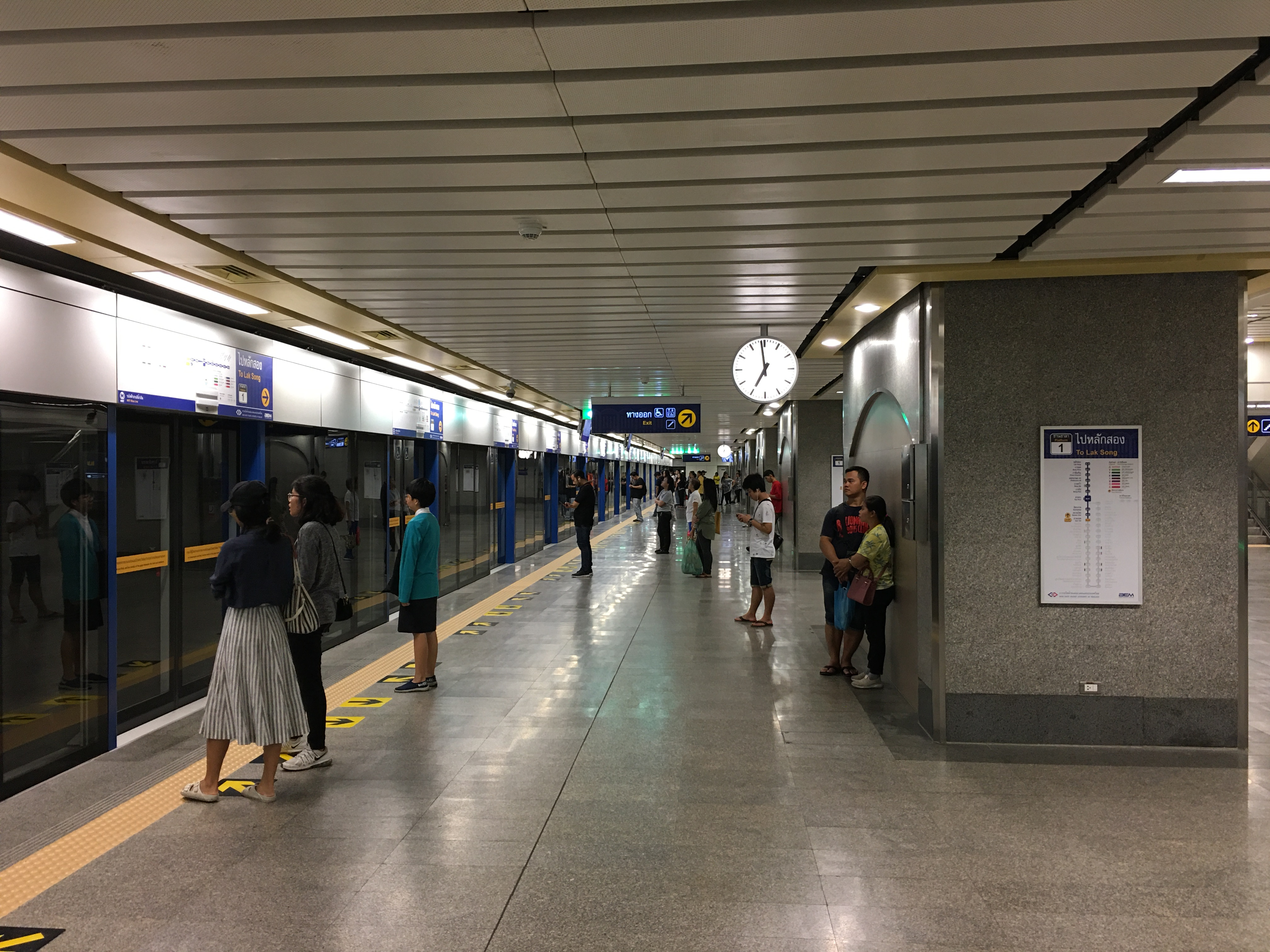
Ke ga 1 hướng đi ga Lak Song
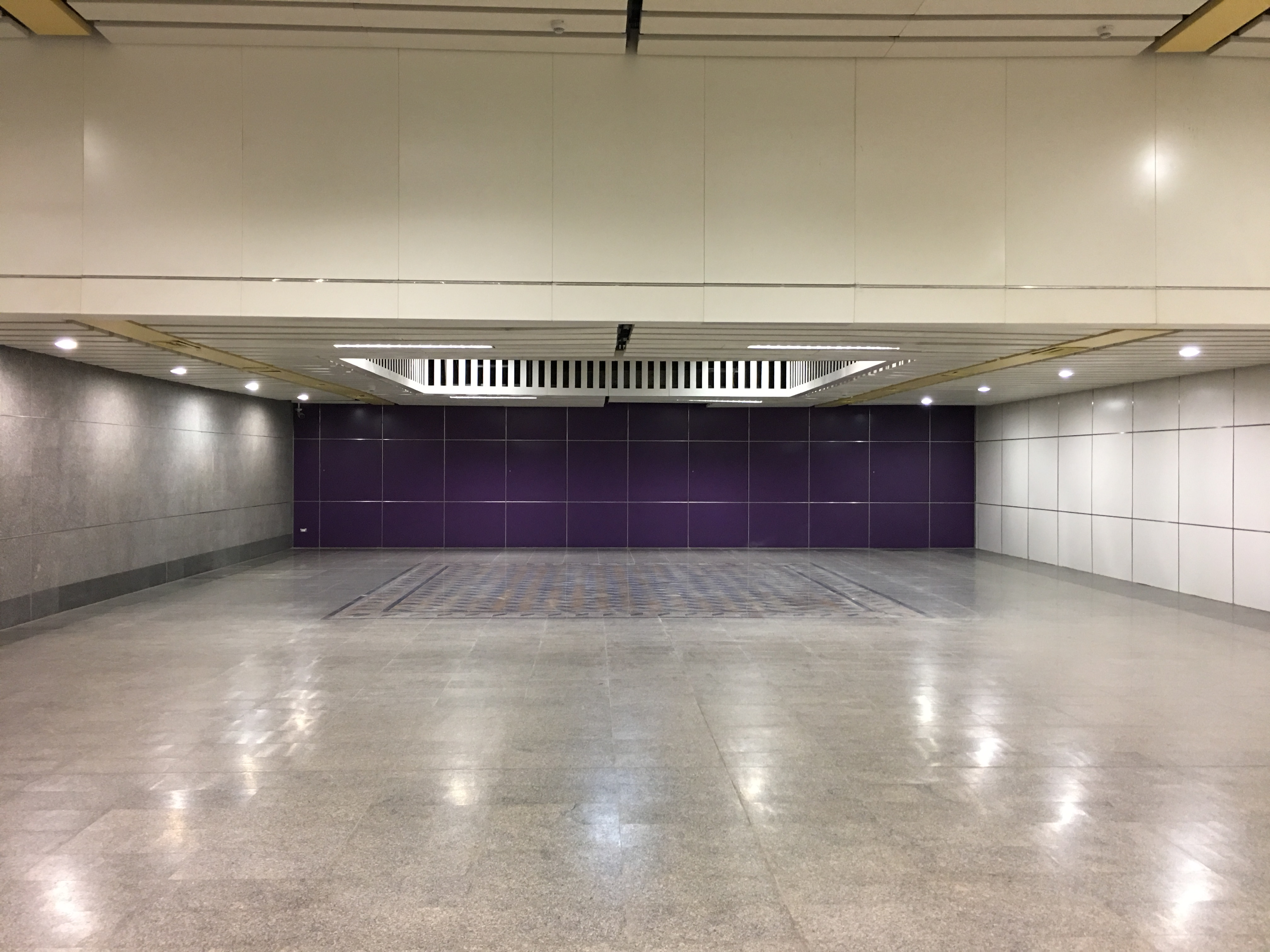
Khu vực chuyển đổi tại ga Sam Yot. Nó được xây dựng để chuẩn bị cho Tuyến Tím mở rộng phía Nam.